# Киевская городская электричка
Киевская городская электричка (укр. Київська міська електричка) — кольцевой маршрут городской электрички в Киеве в пределах киевского железнодорожного узла. Маршрут проходит через центральный железнодорожный вокзал и станцию Дарница и имеет пересадку на все линии киевского метро и скоростного трамвая (кроме маршрута №2).

## Остановки
Все остановочные пункты киевской кольцевой электрички имеют высокие пассажирские платформы, кроме о/п Радужная (низкая платформа в направлении «по часовой стрелке» — на Дарницу; напротив места остановки первого вагона имеется короткая высокая платформа) и станции Киев-Демеевский.
В то же время используемые поезда ЭР9 и ЭД9М рассчитаны на посадку как с высоких, так и низких платформ, поэтому между краем высокой платформы и полом тамбура имеется широкий зазор, затрудняющий посадку и высадку, особенно для пассажиров с ограниченной мобильностью.
Также большинство остановочных пунктов требует прохода по лестницам, в том числе довольно высоким. Небольшое число остановочных пунктов имеет выходы без перепада высот или с пандусами, некоторые имеют лифты.

| Название остановки                 | Пересадка |
| ---------------------------------- | --- |
| Вокзальная (центральный ЖД-вокзал) | поезда дальнего следования Kyiv Boryspil Express пригородные электропоезда Вокзальная автобус: 5, 7, 24, 50, 114 трамвай: 1, 3, 15, 18 троллейбус: 12, 14 МТ 181, 198, 223, 401, 507, 539, 558 Озвучивание:Комаров, Дмитрий Константинович |
| Караваевы Дачи                     | пригородные электропоезда автобус: 25, 69 троллейбус: 22К, 30, 42Д МТ 17+7, 205, 223, 227, 239, 401, 455, 463, 477, 550 |
| Киев-Волынский                     | аэропорт «Киев» (пешком 1 км) Kyiv Boryspil Express пригородные электропоезда автобус: 2, 25, 78 троллейбус: 27 МТ 169, 232, 302, 408, 496, 499                                                                                            |
| Борщаговка                         | пригородные электропоезда автобус: 9, 69 трамвай: 1, 3 МТ 155, 410, 411, 421, 429, 438, 554 |
| Святошин                           | поезда «Интерсити+» пригородные электропоезда Святошин автобус: 23, 37, 90, 97, 376 троллейбус: 5, 7, 36д, 41 МТ 188, 437, 510 |
| Берестейская                       | Берестейская автобус: 9 трамвай: 14, 15 троллейбус: 4, 5, 7 МТ 189, 199, 228, 230, 417, 575 |
| Сырец                              | Сырец автобус: 47 троллейбус: 16, 23, 35 МТ 181, 185, 223, 410, 439, 464, 525 |
| Приорка                            | автобус: 32, 72 трамвай: 11, 12, 16, 17, 19 троллейбус: 6, 18, 25, 28, 33 МТ 159, 181, 183(25), 217, 219, 478(25), 558 |
| Куренёвка                          | троллейбус: 25, 27, 29, 30, 31, 34 МТ 155, 410, 421, 463, 550 |
| Почайна                            | Почайна автобус: 21, 101 троллейбус: 25, 27, 29, 30, 31, 34 МТ 151, 155, 157, 183, 192, 234, 410, 525, 565 |
| Радужный                           | трамвай: 4, 5 автобус: 110, 112 |
| Воскресенка                        | автобус: 59 |
| Никольская Слободка                | автобус: 46, 70 троллейбус: 29, 50, 50к МТ 504, 509, 511, 578, 580 |
| Левобережная                       | М Левобережная автобус: 42, 44, 46, 48, 49, 70, 87, 95, 108, 111 МТ 177, 178, 249, 509, 535, 578, 316 (до Борисполя) |
| Русановка                          | автобус: 42, 44, 51, 55, 87, 111, 115, 118 троллейбус: 43, 50 МТ 205, 211, 416, 503, 509, 535, 590 |
| Дарница                            | поезда дальнего следования Kyiv Boryspil Express пригородные электропоезда автобус: 51, 63, 115 трамвай: 8, 22, 23, 27, 29, 31, 32, 33 МТ 152, 407, 503, 509, 526, 529 Озвучивание: Джонсон, Борис                                         |
| Березняки                          | пригородные электропоезда автобус: 44, 49, 87, 95, 108 МТ 249, 535 Озвучивание: Птушкин, Антон Юрьевич |
| Выдубичи                           | Kyiv Boryspil Express пригородные электропоезда Выдубичи автобус: 43к, 43, 54 троллейбус: 15, 38 МТ 193, 238, 520 |
| Киев-Демеевский                    | пригородные электропоезда автобус: 22, 91 |
| Протасов Яр                        | пригородные электропоезда автобус: 25 троллейбус: 40, 40к МТ 450 Озвучивание: Джамала |

## Режим работы
Киевская кольцевая электричка ходит по киевскому железнодорожному кольцу (Святошин — Почайна — Дарница — Киев-Пасс. — Святошин) в обоих направлениях («по часовой стрелке» и «против часовой») в течение всего дня: первые поезда отправляются со станций Дарница и Святошин в 5:30, а последние — в 21:30; последние поезда от центрального железнодорожного вокзала уходят в 21:56 на Дарницу и в 22:04 на Святошин. Интервал движения поездов составляет 1 час; в рабочие дни в часы пик (6:30–9:30 и 15:30–18:30) он сокращается до 30 минут.
Время следования между Святошином и Дарницей составляет 50 минут, стоянка на ст. Святошин и Дарница (где происходит смена направления движения) — около 10 минут.

## Оплата проезда
Проезд на киевской кольцевой электричке стоит[когда?] 15 грн, провоз велосипеда, самоката или иного лёгкого персонального транспорта — 7,5 грн.
Билеты можно приобрести в поезде у разъездного кассира либо в чат-боте «Укрзалізниці» (Viber, Telegram, Facebook Messenger, Apple Messages). Также на 17 станциях из 20 расположены валидаторы, при помощи которых можно оплатить проезд транспортной или банковской картой, или же любым устройством с NFC.
Абонентские билеты («проездные») «Киевпасстранса» на маршруте киевской кольцевой электрички не действуют.

## Подвижной состав
В настоящее время (с марта 2022) маршрут кольцевой электрички обслуживают электропоезда ЭР9М и ЭД9М «пригородной» компоновки: с расположением сидений поперёк салона по схеме «3+3» и узким проходом между ними, с тамбурами, отделёнными от салона дверями, и с туалетами в немоторных вагонах. В головных вагонах имеются туалеты для людей с ограниченными физическими возможностями и оборудованы отсеки для провоза велосипедов.

### Подвижной состав городской электрички ранее
Первыми составами городской электрички, запущенной в 2009 году, были ЭПЛ9Т с тремя дверями по борту и салонами, переделанными в компоновку сидений в ряд вдоль обоих бортов и широким пространством посередине вагона для стоящих пассажиров — подобно вагонам метро. В перегородках между салоном и тамбуром были устроены широкие проёмы без дверей, чтобы ускорить высадку и посадку пассажиров на остановках.
Такая компоновка оказалась довольно неудобной для пассажиров: стоящие пассажиры «нависали» над сидящими лицом к ним; пассажирам небольшого роста было неудобно держаться за поручни, расположенные горизонтально высоко над головой, а пассажиры большого роста, вставая с сидений, нередко ударялись об эти поручни головой; пассажиры, стоящие по центру прохода, не могли дотянуться до поручней, расположенных по сторонам, потому что вагон электрички имеет гораздо бо́льшую ширину, чем вагон метро аналогичной компоновки.
Поэтому впоследствии перешли к компоновке салонов составов городской электрички с поперечным расположением сидений по схеме «2+2» и широким проходом вдоль салона, вмещавшим стоячих пассажиров в периоды высокой загрузки. В салонах немоторных вагонов на месте туалетов были устроены места с подставками для провоза велосипедов.
Изначально количество вагонов в составах доходило до 8, но по мере ухудшения их технического состояния составность сокращалась до 6, а потом - и до 4 вагонов (2 секции — минимальная технически составность электропоездов ЭР9 и ЭПЛ9Т).

## История
По состоянию на начало 2022 года городская электричка пребывала в плачевном состоянии. Техническое состояние подвижного состава было плохим. Интервалы движения заметно возросли. Рейсы нередко отменялись по техническим причинам. Из расписания были исключены многие нитки, образовалась выраженная асимметрия в движении по разным направлениям кольца: утром значительно преобладало движение в одном направлении, а вечером — в противоположном.
В конце февраля 2022 года, в первые дни российского вторжения, движение городской электрички было закрыто в связи с наступлением российских войск на Киев и обстрелами с воздуха.

### Современное состояние
21 марта 2022 года «Укрзалізниця» запустила челночный маршрут электрички Святошин — Центральный вокзал — Дарница, который включал станции, ранее не входящие в число остановок: Святошин, Протасов Яр и Киев-Демеевский. Новый маршрут сразу же стал популярным, потому что очень облегчал сообщение с левым берегом в условиях перекрытия мостов через Днепр и существенного ограничения работы общественного транспорта, в том числе метро.
С 28 марта был запущен кольцевой маршрут электрички, имеющий новую остановку на станции Киев-Днепровский.
19 апреля был открыт остановочный пункт Русановка.
С 26 апреля интервал движения кольцевой электрички в часы пик утром и вечером был уменьшен до 30 минут; с 27 июня получасовой интервал в часы пик действует только в рабочие дни.
С 8 мая остановка поездов кольцевой электрички на станции Дарница перенесена с выделенного остановочного пункта в западной части станции на 7 и 8 пути около 4-й платформы, путь к которой лежит через пешеходный тоннель, идущий от здания пригородного вокзала — тот же, что ведёт к платформам, куда прибывают пригородные поезда и поезда дальнего следования. Целью переноса заявлено удобство пересадки на другие поезда и упрощение доступа со стороны улицы Алматинской.

### История стоимости проезда
Изначально одна поездка в городской электричке стоила 1,70 гривны. Также существовал комбинированный билет стоимостью 2 гривны на городскую электричку и подвозочные автобусы № 59, 60, 61 или трамваи № 4, 5.
- Разовый билет
- Билет со штрихкодом (старого и нового образца)
- Жетон и чек-билет со штрихкодом
- Единый билет старого образца (для двухразового механического компостирования) на проезд в городской электричке и автобусе
- Билеты нового образца для электронного компостирования (городская электричка, трамвай, автобус и троллейбус)
- Единый проездной билет для электронного компостирования (вид с двух сторон)

После повышения стоимости проезда в городском транспорте Киева 7 февраля 2015 года билет на одну поездку на ГЭ стоил 4 гривны, а комбинированный разовый билеты на проезд на ГЭ и транспорте, соединяющем станции ГЭ с Троещиной (трамвай, автобус или троллейбус), стоил 6 грн. Месячный абонементный билет («проездной») без ограничения числа поездок стоил 160 грн.
Билеты старого образца (выпущенные до подорожания проезда) оставались действительными до конца февраля 2015 года.
- Разовый билет на ГЭ
- Разовый билет на ГЭ + транспорт от ГЭ к массиву Троещина

С 15 июля 2017 года стоимость билета на одну поездку на ГЭ повысилась до 5 гривен, а комбинированного разового билета на проезд на ГЭ и транспорте (трамвай, автобус или троллейбус), соединяющем станции ГЭ с Троещиной, до 7 грн. Месячный абонементный билет («проездной») без ограничения числа поездок стоил 190 грн.
14 июля 2018 года произошло очередное повышение стоимости проезда до 8 грн.
Эта стоимость оставалась неизменной до самого закрытия движения в связи со вторжением России в Украину в конце февраля 2022 года.
- Одноразовый билет на проезд в городской электричке, 2018–2020

После передачи киевской городской электрички под управление «Укрзализныци» одна поездка стала стоить 15 гривен — обычная стоимость проезда на пригородной электричке в пределах одной тарифной зоны. Провоз багажа, велосипедов и самокатов оплачивается дополнительно в размере 7,50 грн.

## Перспективы развития
Открытие новых станций городской электрички планировалось после 2013 года. Однако, по состоянию на 2017 год, маршрут движения остается прежним.
С 29 октября 2010 года также открыт маршрут дизель-поезда сообщением Киев-Петровка — Вышгород. В сентябре 2011 года движение поездов на этом направлении было временно приостановлено из-за аварии и ремонта, впоследствии маршрут отменили окончательно из-за низкого пассажиропотока.
19 апреля 2023 года официальный телеграмм-канал Kyiv City Express опубликовал комментарий, что "Укрзализныця" предложила киевским застройщикам вложить деньги в строительство новых станций кольцевой электрички с предположительными названиями Лыбидская и Оболонь. В частности, переговоры на этот счет проводятся с расположенными рядом ТРЦ.
Сама железнодорожная компания готова перестроить графики электрички под две новые остановки, но деньги на строительство выделить не может.